# Адсорбційне осушування газу
Адсорбці́йне осу́шування га́зу (рос. адсорбционная осушка газа; англ. adsorption gas desiccation; нім. Adsorptionsgastrocknung) — глибоке осушування газу від водяної пари, вилучення вуглеводневого конденсату, а також очищення газу від сірководню і вуглекислого газу за наявності як мінімум двох адсорберів: один з них знаходиться в циклі поглинання води з потоку сирого газу, другий — в циклі регенерації. Сухий газ, який виходить з адсорбера, подають споживачеві. 
Насичений вологою адсорбер регенерують гарячим газом, який підігрівається в печі. Як газ регенерації використовують частину потоку сирого газу. Нагрітий газ регенерації після його проходження через регенерувальний адсорбер скеровують у холодильник, далі в сепаратор і в адсорбер для осушування від водяної пари разом з основною частиною потоку сирого газу, який надходить в адсорбер для осушування. Оскільки регенерація насиченого вологою адсорбера здійснюється випаровуванням і відгонкою водяної пари в потік гарячого газу регенерації, то шар адсорбенту в процесі регенерації може нагріватися до 150—200°C. 
Для ефективного поглинання води в циклі адсорбції регенерувальний адсорбер повинен бути переведений в цикл охолодження, в якому температуру адсорбенту знижують від 150—200 °C до 50 — 60 °C (звичайна температура циклу поглинання). Реалізація такого процесу пов'язана зі збільшенням кількості адсорберів у схемі адсорбційного осушування газу. Відомо три- і чотирисорберні схеми осушування. Трисорберна схема адсорбційного процесу вилучення з газу рідких вуглеводнів така: рідкі вуглеводні і вода разом поглинаються адсорбентом, сепаруються з газу регенерації після його охолодження в трифазному сепараторі і скеровуються відповідно: конденсат — на стабілізацію, а вода — в систему утилізації стічних вод. 
Тривалість циклу поглинання в процесі осушування газу і вилучення рідких вуглеводнів обмежується часом проскакування поглинальних компонентів. Час проскакування пентану в звичайних адсорберах становить 12 — 20 хв. Якщо тривалість адсорбційного циклу доходить до 30 — 40 хв, то адсорбент насичується в основному водою, яка витискує всі вуглеводні, крім найважчих, в осушуваний газ. Для осушування газу від води цикл поглинання (адсорбції) доводять звичайно до 8 год. У короткоциклових устаткуваннях для вилучення води і рідких вуглеводнів адсорбційний цикл звичайно становить 15 — 20 хв.